# 王铁汉办公旧址
王铁汉办公旧址是有着打响了抗日战争第一枪之称的中国抗日战争将领王铁汉在辽宁省沈阳市的办公场所旧址。目前，王铁汉办公旧址被列为辽宁省文物保护单位进行保护。

## 历史沿革
建筑建于20世纪初期，第二次国共内战期间，作为辽宁省政府主席的王铁汉曾在此办公居住。2013年6月17日，王铁汉办公旧址被列为第四批沈阳市文物保护单位。2021年3月16日，王铁汉办公旧址被列为第十一批辽宁省文物保护单位。目前，王铁汉办公旧址为南市场街道延安里社区使用。

## 建筑
建筑为典型的日式建筑。地上共两层，平屋顶，水泥罩面。屋内设有木质楼梯，二楼有阳台和壁炉式烟囱。